# 国会季刊
國會季刊公司（英語： / 縮寫：）是美國一家私人出版公司、國會季刊點名公司的子公司，該公司以出版多種主要報道美國國會的出版物為主營業務。國會季刊公司在被經濟學人集團收購後於2009年同點名公司合併為國會季刊點名公司，自此國會季刊公司不再作為獨立實體而存在。2018年7月，國會季刊公司連同其母公司被財政記錄所收購。

## 公司歷史

### 20世紀
國會季刊公司於1945年由納爾遜·波因特和亨利埃塔·波因特夫婦共同建立，旨在為本地報紙與華盛頓特區的複雜政治環境建立聯繫。
曾任《布魯克林鷹報》主編的托馬斯·施洛斯於1955年出任《國會季刊》的執行主編兼副總裁。施洛斯確立了《國會季刊》的公正報道風格，並使得出版社的年收入從15萬美元增加到180萬美元。除了新增圖書業務部門外，施洛斯還聘請了許多未來在新聞界取得成功的記者們，例如大衛·布羅德、尼爾·皮爾斯和伊麗莎白·德魯等。1969年，由於施洛斯與波因特在出版物的編輯政策上產生嚴重分歧，施洛斯被《國會季刊》解僱；而他所倡導的“更有想像力的做事方式”也達到了沸點。
波因特在1965年總結創立《國會季刊》的理由時說道“聯邦政府永遠不會設立一個合乎需要的機構來檢查自己，而基金會又太膽怯。因此它必須是一家對客戶負責的私營企業。”儘管《國會季刊》名為“季刊”，但按季度出版的頻率僅僅維持了一年。隨著市場需求的提升，《國會季刊》從創刊次年便改為每週出版，隨後更是變更為每日出版。同時《國會季刊》也是實時資訊發佈的早期領導者，他們的線上服務在1984年撥號服務開通時便已開始。《國會季刊》的線上服務部門主導了線上立法追蹤信息市場，並因此獲得數個獎項。此後《國會季刊》建立了多個線上新聞資訊服務並重點關注特定垂直領域，例如CQ國土安全（CQ Homeland Security）、CQ預算追蹤（CQ BudgetTracker）和CQ健康專線（CQ HealthBeat）等。

### 21世紀
2005年，國會季刊公司的旗艦刊物《每周報道（Weekly Report）》更名為《CQ周刊》；其報道範圍變得更廣，涵蓋“政府、商業與政治”。而在美國國會召開會議期間，公司還會出版每日發行的《CQ今天（CQ Today）》；《CQ今天》的主要競爭者是大西洋媒體旗下的《國會日報（CongressDaily）》。
2008年5月，國會季刊公司旗下的CQ新聞社被賽吉出版公司收購。儘管CQ新聞社在被收購後依舊保留了這個國會季刊公司的商標名，但兩者之間已經無任何聯繫。
在2009年被經濟學人集團收購前，國會季刊公司隸屬於佛羅里達州聖彼得堡的Times Publishing Company，該公司是《坦帕灣時報》等刊物的出版公司。而Times Publishing Company又隸屬於波因特學院，這是由納爾遜·波因特所創立的一所旨在培養記者的學校。經濟學人集團並未公佈收購國會季刊公司的相關細節。

## 獎項榮譽
截至2023年，國會季刊公司及國會季刊點名公司共有10位記者獲得全國新聞基金會所頒發的“傑出國會報道獎（Everett McKinley Dirksen Award for Distinguished Reporting of Congress）”，他們分別是1983年的阿倫·艾倫哈特、1991年的瓊·畢斯庫皮克、1992年的珍妮特·胡克（Janet Hook）、1996年的喬治·哈格（George Hager）、1997年的傑基·科森祖克（Jackie Koszczuk）、2000年的蘇·基爾霍夫（Sue Kirchhoff）、2003年的約翰·科克倫（John Cochran）、2008年的喬納森·艾倫、2018年的馬特·富勒（Matt Fuller）和2018年的約翰·唐納利（John M. Donnelly）等。

## 外部連接
- 官方网站